# École alsacienne
L'École alsacienne est un établissement d'enseignement privé laïque sous contrat d'association avec l'État fondé en 1874 dans le 6e arrondissement de Paris. Il propose un enseignement allant du jardin d'enfants à la classe de terminale.

## Histoire

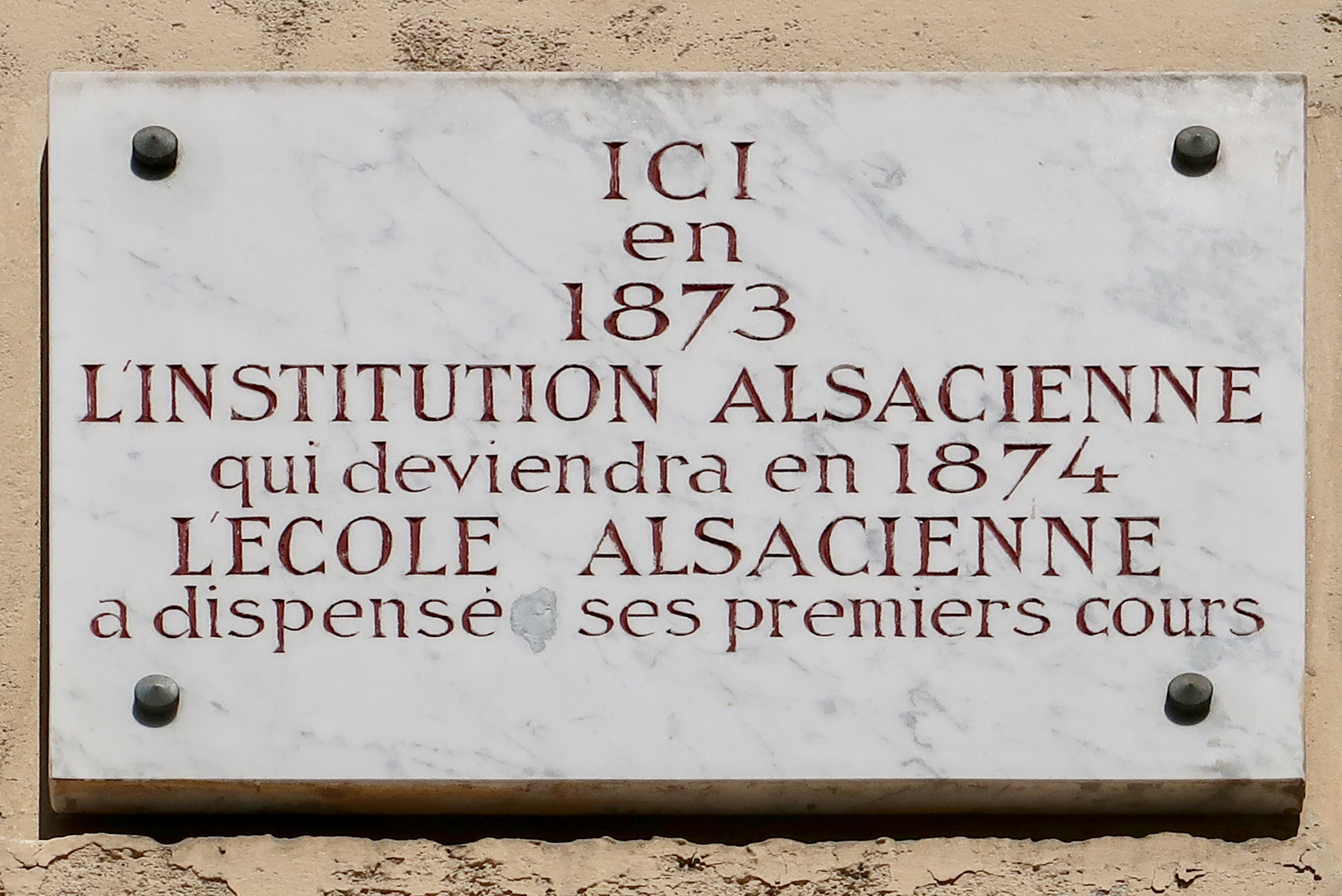
Plaque située au 36, rue des Écoles (5e arrondissement de Paris), où l'établissement qui deviendra l'École alsacienne donna ses premiers cours, en 1873.

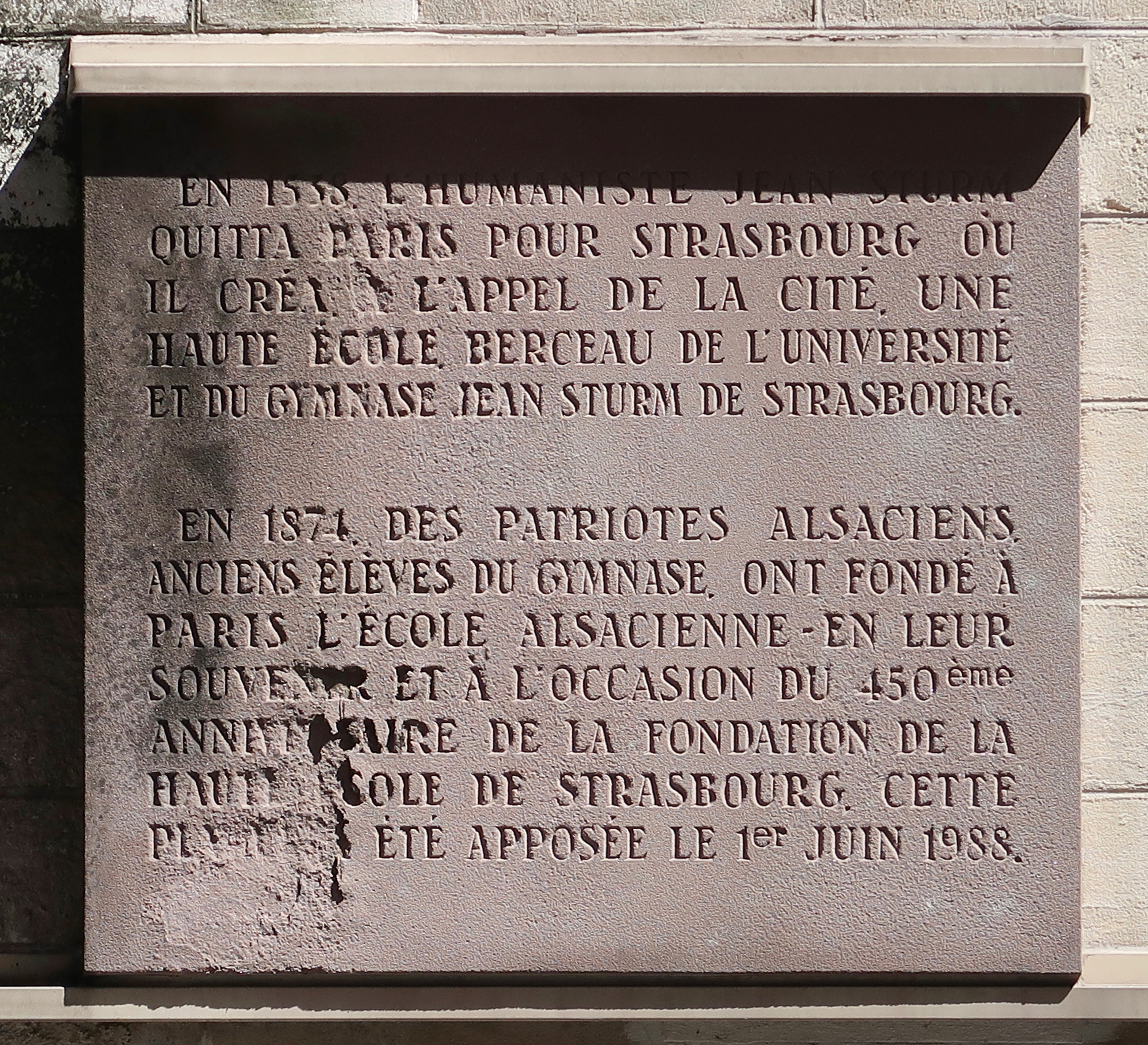
Plaque au 109, rue Notre-Dame-des-Champs, rappelant la filiation de l'école avec l'humaniste Jean Sturm.

Après l'annexion de l'Alsace-Moselle par l'Empire allemand à la suite de la défaite française de 1870, des pédagogues et des universitaires alsaciens protestants réfugiés à Paris créent en 1874 l'École alsacienne, qui succède à un autre établissement scolaire créé trois ans plus tôt,.
Cette nouvelle école est un établissement d'enseignement secondaire qui s'inspire du modèle du gymnase protestant strasbourgeois Jean-Sturm, avec l'ambition de « produire un type d'homme cultivé qui alliât aux vertus de l'âme régionale, les qualités générales de l'humaniste ». Les deux premiers directeurs de l'école, Frédéric Rieder (de 1874 à 1891) et Théodore Beck (de 1891 à 1922), sont des pasteurs, anciens élèves du gymnase Jean-Sturm.
En 1871, l'établissement s'installe de façon éphémère rue des Écoles, y accueillant une classe élémentaire. En 1874, il déménage 3 avenue Vavin et prend le nom d'École alsacienne. En 1891, doté de quatre classes, il s'installe sur le site actuel, accessible par les 107-109 rue Notre-Dame-des-Champs et le 128 rue d'Assas. Autour d'un hôtel particulier en brique et en pierre de style éclectique édifié par l'architecte F. Boison en 1883, plusieurs bâtiments sont ajoutés le siècle suivant.
L'École alsacienne est dirigée par Henri Péquignat (1922-1936), Jacques Vallette (1936-1945), Jean Neel (1945-1953), Georges Hacquard (1953-1986), Jean-Pierre Hammel (1986-1988), René Fuchs (1988-2001), Pierre de Panafieu (depuis 2001).
Elle devient très rapidement un des laboratoires de l'enseignement public, reconnue comme une « école pilote ». Laïque en 1874, mixte en 1903,, elle insiste dès ses débuts sur l'importance du français (au détriment du latin) et des langues étrangères. Elle ouvre un gymnase et un laboratoire scientifique dès 1881. En janvier 1924, un monument aux anciens élèves et professeurs morts pendant la Première Guerre mondiale est inauguré par le président Alexandre Millerand. Les méthodes audiovisuelles sont introduites en 1963, avec l'installation d'un circuit fermé de télévision. L'informatique se développe dès la fin des années 1980.
Allant du jardin d'enfants à la terminale, l'École alsacienne fait partie des établissements parisiens réputés. Au fur et à mesure de son histoire, les élèves de l'École alsacienne sont de plus en plus issus des couches favorisées de la population, en raison du caractère sélectif des procédures d'admission et, plus accessoirement, de son coût. L'établissement propose relativement peu de places aux intégrations en cours de cursus car beaucoup d'élèves y effectuent l'intégralité de leur scolarité. L'école a envisagé d'ouvrir un établissement à Argenteuil mais ce projet n'a pas abouti, faute de financement. En 2011, un partenariat est créé avec des collèges de Seine-Saint-Denis et du Val-de-Marne.

## Pédagogie

### Généralités
L'école prône des méthodes actives d'enseignement. Ainsi, l'épanouissement de l'enfant est placé au cœur du système éducatif, jusque dans la disposition des lieux,. L'enseignement des sports, des arts plastiques et de la musique est valorisé, par exemple avec la création d'une classe à horaires aménagés musique au collège.
Afin de responsabiliser les élèves et les familles, dès ses débuts l'école pratique une pédagogie sans sanction ni récompense. Il n'y a ni moyenne générale, ni hiérarchisation entre les matières.
Les langues tiennent une place importante dans l'enseignement. L'allemand (dans les premières années de l'école), mais aussi le chinois (depuis 1963) y sont enseignés. Les cours d'anglais sont obligatoires à partir du primaire, et la pratique des cours de langues est intensive au collège et au lycée, en particulier avec les sections européenne (anglais ou allemand renforcés) et orientale (chinois renforcé).
La « causerie » est une particularité pédagogique du Petit collège (l'école primaire), qui consiste à inviter chaque élève à choisir un sujet qui l'intéresse, sur lequel il travaillera tout au long de l'année et qu'il présentera à la fin à sa classe.

### Coût
L'établissement étant privé sous contrat d'association avec l'État, la scolarité est payante, à raison de 3 288 euros par an (2022) ; il existe cependant des bourses. L'entrée y est sélective : en 2014, sur 300 dossiers d'entrée en 6e, 60 places étaient disponibles. En 2021, le lycée recevait 1 500 candidatures pour 230 places.

### Langues enseignées
- anglais (à partir du primaire, en LV1 à partir de la 6e avec un cours réservé aux élèves bilingues du CP à la terminale)
- allemand (LV2 à partir de la 6e)
- chinois (LV2 à partir de la 6e, section orientale chinois à partir de la seconde)
- espagnol (LV2 à partir de la 5e ou LV3 à partir de la seconde)
- italien (LV2 à partir de la 5e)
- russe (en LV3 à partir de la 5e)
- grec ancien (option à partir de la seconde)
- latin (obligatoire en 5e et option à partir de la 4e)

## Classement du lycée
En 2015, selon L'Express, le lycée se classe 12e sur 109 au niveau départemental quant à la qualité d'enseignement, et 130e au niveau national. Le classement s'établit sur trois critères : le taux de réussite au baccalauréat, la proportion d'élèves de première qui obtiennent le baccalauréat en ayant fait les deux dernières années de leur scolarité dans l'établissement, et la « valeur ajoutée » (calculée à partir de l'origine sociale des élèves, de leur âge et de leur résultat au diplôme national du brevet).
En 2021, l'école se classe 79e sur le plan national des meilleurs lycées selon le classement Le Figarosur la base de quels critères ?[précision nécessaire].
En 2024, l'école se classe 6e sur le plan national des meilleurs lycées (classement indexé sur les résultats du baccalauréat) selon le classement Le Figaro Étudiant.

## Localisation

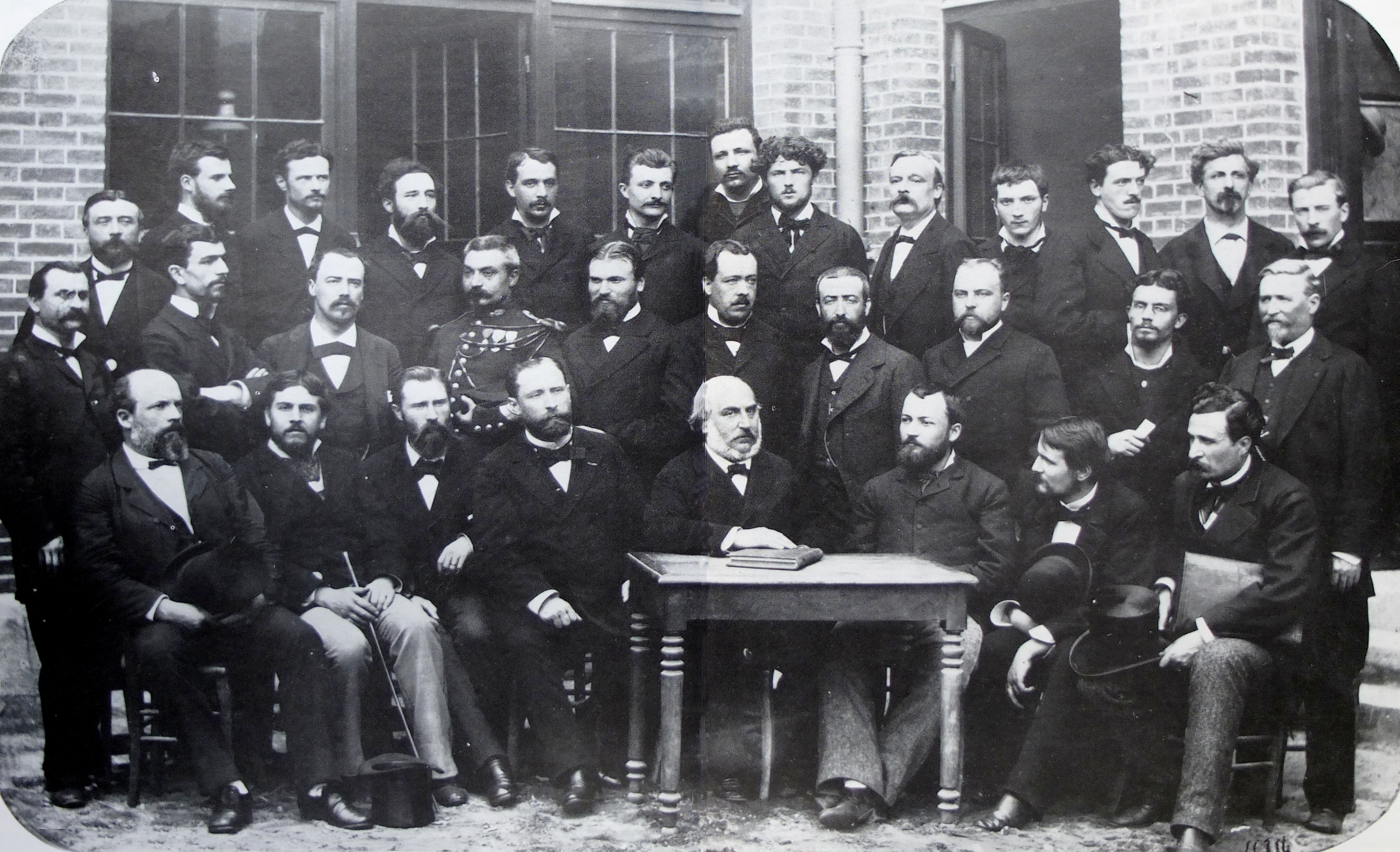
Le corps professoral en 1880.

L'école se trouve au 109, rue Notre-Dame-des-Champs à Paris, dans le 6e arrondissement (entrée du Petit Collège et des premières/terminales au 128, rue d’Assas), non loin de Port-Royal et du jardin du Luxembourg.

## Personnalités liées au lycée
Au-delà des élèves de l'École alsacienne ayant eu une carrière dans le monde culturel, médiatique ou politique, l'établissement est réputé pour accueillir des enfants de personnalités des sphères publiques ou privées,,,.

## Galerie

École
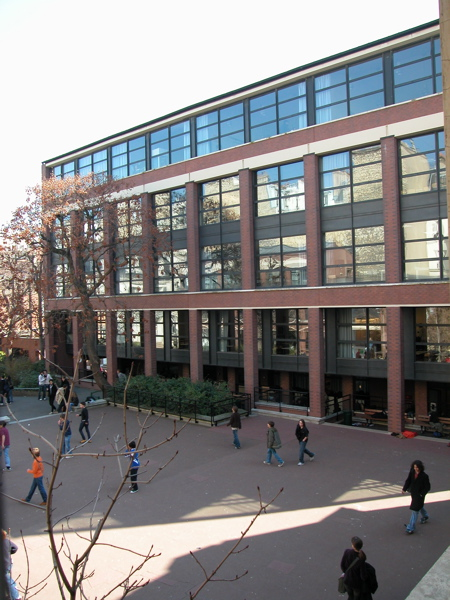
Le bâtiment 1 et la cour des 6e et 5e.
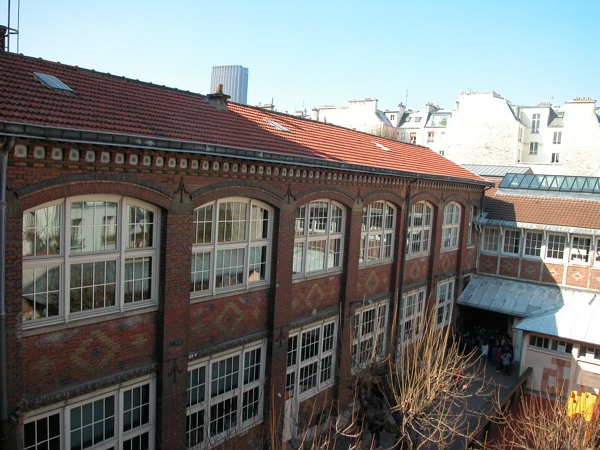
Le bâtiment Auburtin.
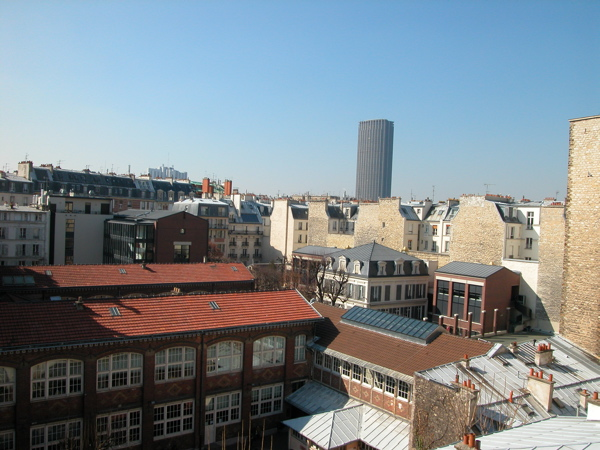
Vue de l'école depuis la terrasse du 128, rue d'Assas.
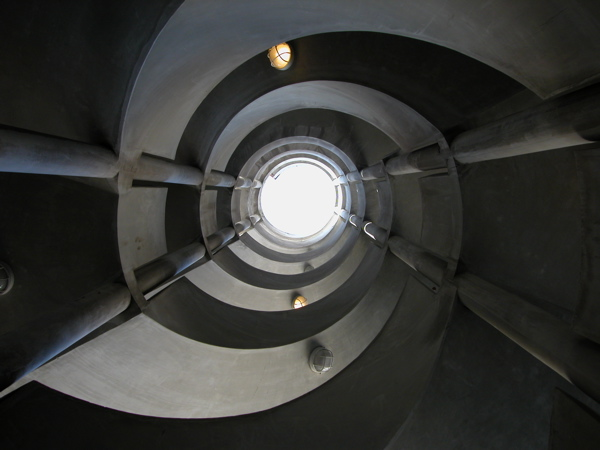
Escalier du bâtiment de Philippe Bosseau.
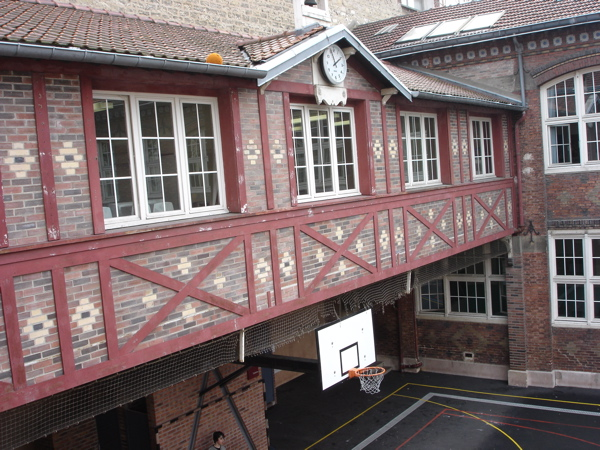
Bâtiment Auburtin, côté labo informatique.
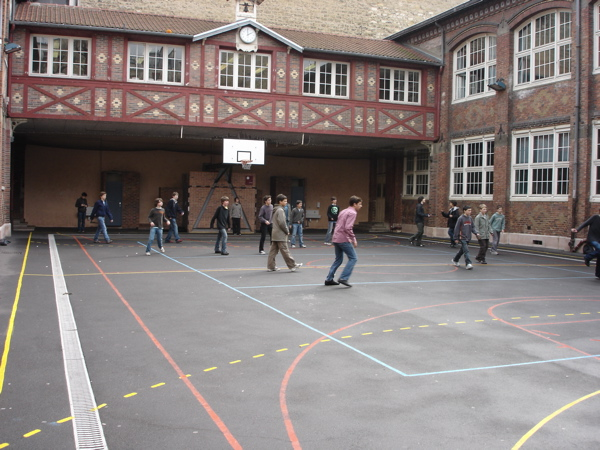
Cour des sports.
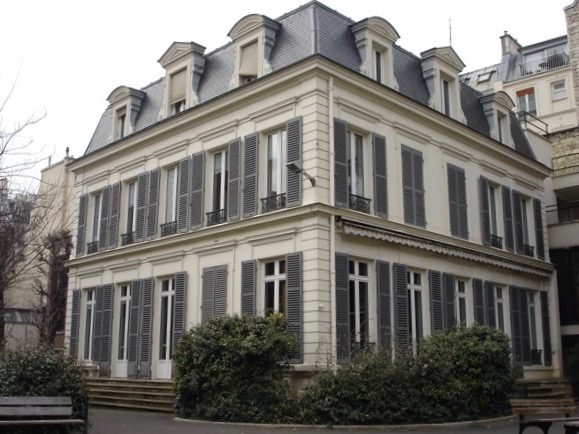
« La Maison blanche » du 107, rue Notre-Dame-des-Champs, acquise en 1973, qui abrite certains des bureaux de la direction.
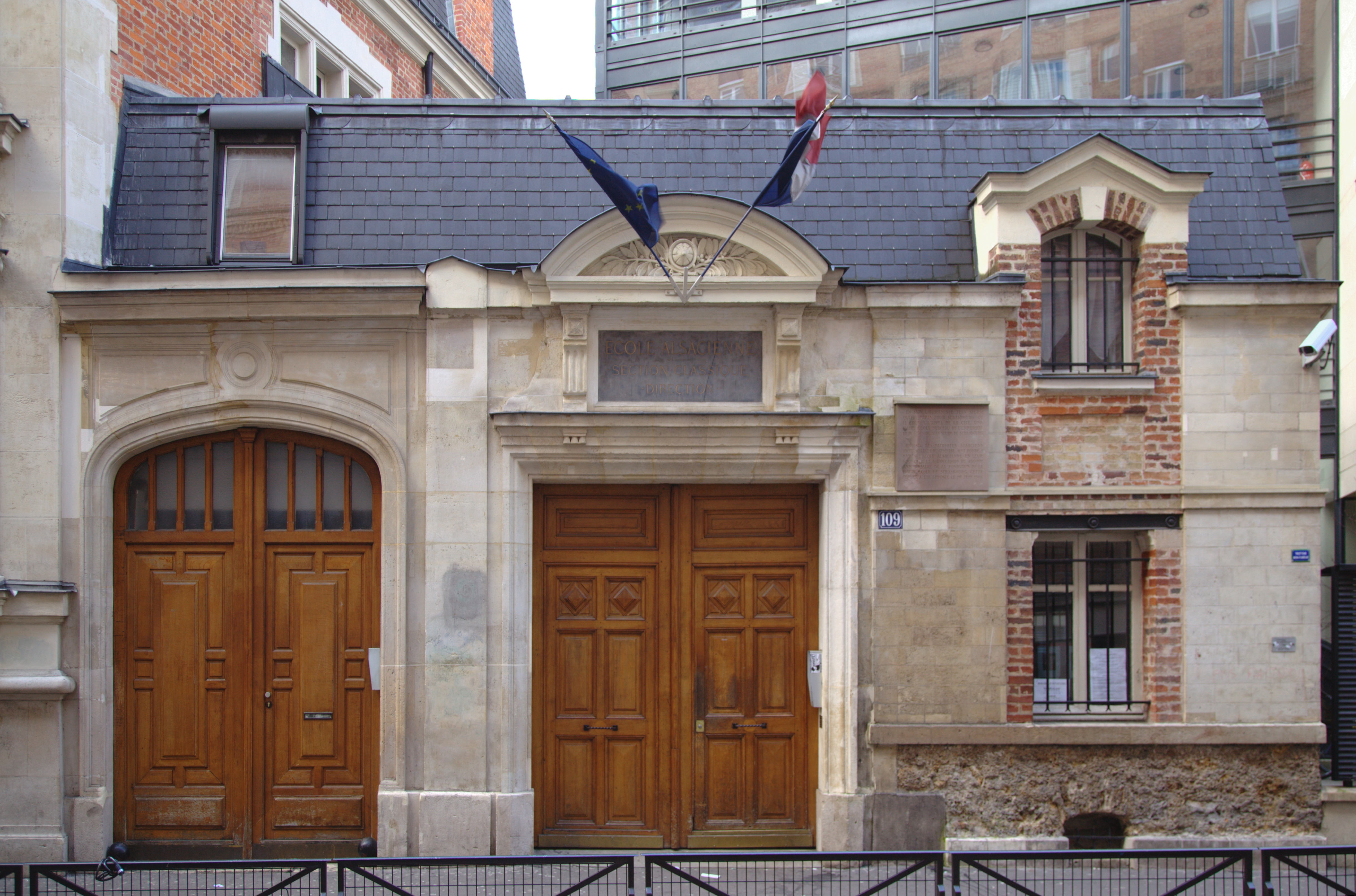
Entrée du 109, rue Notre-Dame-des-Champs.
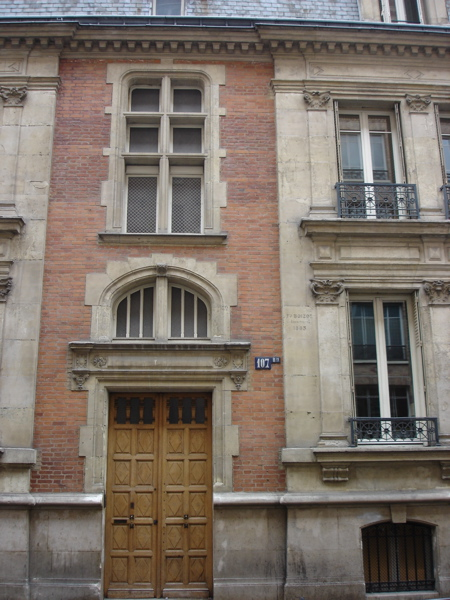
Entrée du 107 bis, rue Notre-Dame-des-Champs.
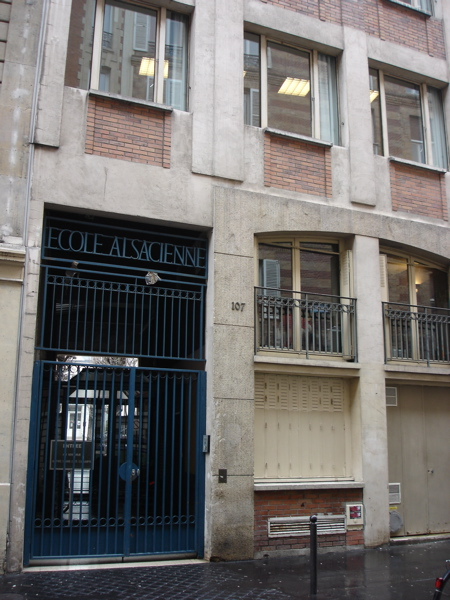
Entrée du 107, rue Notre-Dame-des-Champs.
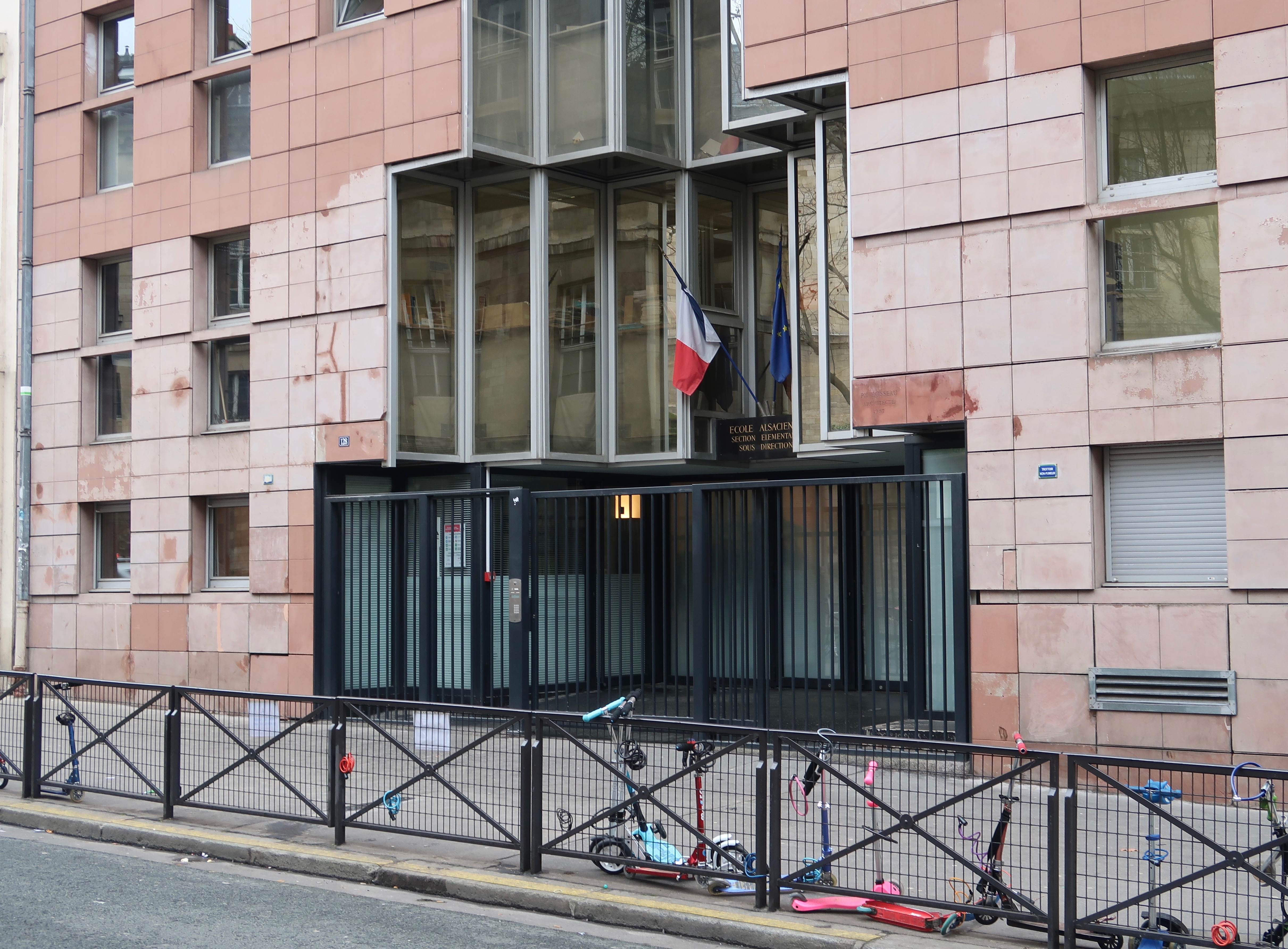
Entrée du 128, rue d'Assas.